# Coccimela lopatini
Coccimela lopatini es un coleóptero de la familia Chrysomelidae.
Fue descrita científicamente en 1983 por Daccordi.